# Proprietà tecnologiche
Le proprietà tecnologiche dei materiali definiscono l'attitudine di un materiale a essere sottoposto alle diverse lavorazioni e caratterizzano il comportamento del materiale sottoposto ad esse.
Malleabilità, fusibilità, saldabilità e truciolabilità, ad esempio, definiscono quindi la capacità del materiale di lasciarsi lavorare rispettivamente per deformazione plastica, per fusione, per unione di lembi tramite i diversi tipi di saldatura e per asportazione di truciolo con macchine utensili.

## Duttilità
La duttilità è l'attitudine di un materiale a essere trasformato in fili sottili. Tale trasformazione può avvenire a caldo o a freddo per mezzo di una matrice, in cui il materiale viene tirato, alla quale deve essere praticato un foro di dimensioni equivalenti a quelle del prodotto desiderato.
Esempi di materiali duttili sono: oro, argento, rame, acciaio, ottone, alluminio e piombo.
Esempi di materiali non duttili sono: ghisa, bronzo.

## Imbutibilità
L'imbutibilità è l'attitudine di un materiale a lasciarsi trasformare in prodotti cavi; quest'operazione si svolge prevalentemente a freddo.
Esempi di materiali imbutibili sono: alluminio, rame, ottone a caldo, leghe di acciaio non in fase martensitica o bainitica, acciaio inox austenitico.
Esempi di materiali non imbutibili sono: ghisa, piombo, ottone a freddo.

## Malleabilità
La malleabilità è l'attitudine di un materiale a lasciarsi deformare in maniera permanente, sotto l'azione di una pressione adeguata, senza screpolature o fratture e senza subire particolari modifiche a livello strutturale. In particolare si riferisce all'attitudine a lasciarsi ridurre in lamine sottili.
Elasticita
capacita di ritornare alla forma di partenza dopo aver subito una deformazione. Il materiale elastico per eccellenza è la gomma, ma sono molto elastiche anche le leghe a memoria di forma
Esempi di materiali malleabili sono: acciaio, oro, ottone, argento, stagno e piombo.
Esempi di materiali non malleabili sono: ghisa.

## Piegabilità
La piegabilità è l'attitudine di un materiale a lasciarsi piegare senza difficoltà, quindi durante la pratica di piegatura il materiale non deve rompersi o rovinarsi.
Esempi di materiali piegabili sono: gomma, leghe leggere, argilla grezza, plastilna, e in generale tutti i materiali metallici con reticolo cristallino cubico a facce centrate.
Esempi di materiali non piegabili sono: ghisa, bronzo e in generale tutti i materiali metallici in configurazione cubica a facce centrate al di sotto della T di transizione duttile/fragile.

## Saldabilità
La saldabilità è l'attitudine di un materiale a lasciarsi unire alle sue parti o a un altro materiale tramite fusione, nelle leghe metalliche tale processo non deve però pregiudicare la funzionalità della microstruttura che si viene a formare durante il raffreddamento.
Esempi di materiali saldabili: acciaio con basso contenuto di carbonio, lega.
Esempi di materiali non saldabili: acciai ad alto contenuto di carbonio (durante il raffreddamento potrebbe formarsi la martensite che è fragile), ghisa, bronzo.

## Colabilità
La colabilità è l'attitudine di un materiale a riempire completamente un contenitore di qualsiasi forma una volta allo stato liquido, in metallurgia un'ottima colabilità si ha se durante il raffreddamento il materiale ha un basso ritiro.
Esempi di materiali colabili: ghisa, ottone, bronzo.
Esempi di materiali non colabili: acciaio.

## Temprabilità
La temprabilità è la capacità che hanno i metalli e le leghe metalliche di cambiare la propria struttura in seguito a un trattamento di tempra. Grazie alla tempra un materiale può indurirsi o addolcirsi.
Esempi di materiali temprabili: acciai legati, ghisa, ottone, bronzo, oro, acciai auto-tempranti (alti elementi di lega).
Esempi di materiali non temprabili: ghisa grigia, acciaio inox austenitico, acciaio al basso carbonio (es. acciai da costruzione generici).

## Truciolabilità
La truciolabilità (o lavorabilità alle macchine utensili) di un materiale è l'attitudine a produrre trucioli se lavorato con macchinari che asportano del materiale. A seconda della durezza, quando verrà lavorato produrrà trucioli corti e spezzati in caso di materiali molto duri e trucioli molto lunghi in caso di materiali morbidi.
Esempi di materiali truciolabili: acciai rapidi/super rapidi, bronzi, ghise grigie.
Esempi di materiali non truciolabili: ghise bianche, acciai bainitici e martensitici.

## Fusibilità
La fusibilità è l'attitudine di un materiale a essere colato allo stato liquido dentro una forma per ottenere un getto di fusione.

## Lucidabilità
La lucidabilità è la proprietà tecnologica di un corpo o di un materiale di lasciarsi levigare/lucidare. È una proprietà dei metalli (acciaio, alluminio, ferro).

## Estrudibilità
L'estrudibilità è la capacità del materiale di assumere forme desiderate attraverso un foro sagomato in cui viene spinto.
Consiste in un'operazione analoga alla trafilatura, ma il materiale non è tirato dall'esterno ma compresso dall'interno. Per estrusione si ottengono i profilati (elementi metallici derivanti da un processo di trafilatura), anche di notevole complessità. Buona estrudibilità hanno le leghe di alluminio.

## Fendibilitá
La fendibilità è la possibilità che un materiale possiede, o meno, di lasciarsi fendere, scavare, solcare (scalfire). Es.: viene sfruttata per incidere graffiti.